# Liste der Monuments historiques in Villemoisson-sur-Orge
Die Liste der Monuments historiques in Villemoisson-sur-Orge führt die Monuments historiques in der französischen Gemeinde Villemoisson-sur-Orge auf.

## Liste der Bauwerke
| Bezeichnung      | Beschreibung       | Standort | Kennzeichnung | Schutzstatus | Datum | Bild           |
| ---------------- | ------------------ | -------- | ------------- | ------------ | ----- | -------------- |
| Castel d’Orgeval | Villa, erbaut 1887 | (Lage)   | PA00088039    | Inscrit      | 1975  | weitere Bilder |

## Liste der Objekte
- Monuments historiques (Objekte) in Villemoisson-sur-Orge der Base Palissy des französischen Kultusministeriums